# Badenstraße 41 (Stralsund)
Das Haus mit der postalischen Adresse Badenstraße 41 ist ein unter Denkmalschutz stehendes Gebäude in der Badenstraße in Stralsund und entstand im 17. Jahrhundert.

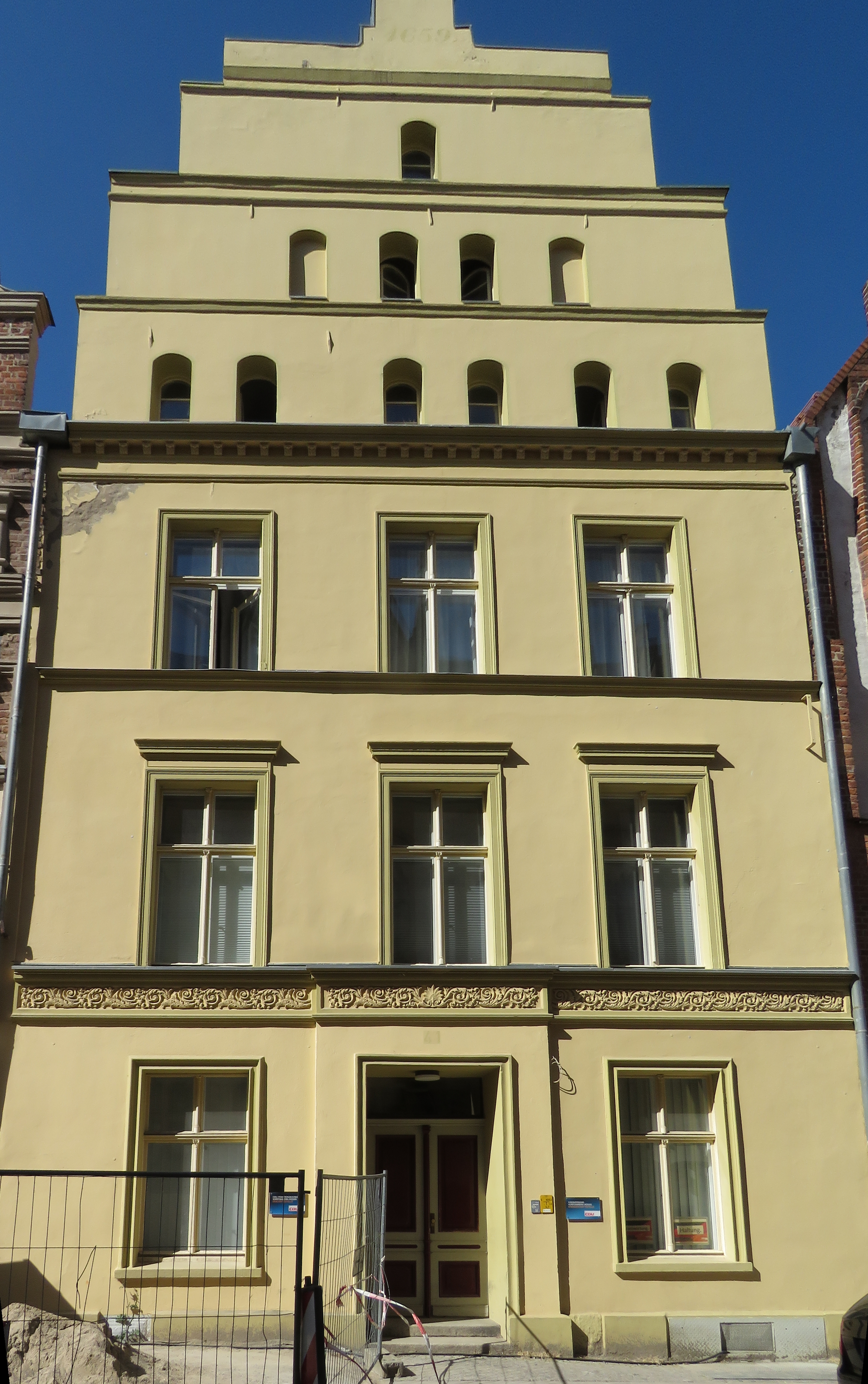
Haus Badenstraße 41

## Geschichte, Beschreibung, Nutzung
Das dreigeschossige Giebelhaus, auf dessen Giebel die Jahreszahl 1659 erhalten ist, ist im Stil der Frühgotik ausgeführt. Seine Fassade wurde im 19. Jahrhundert erneuert; sie ist horizontal gegliedert, ein Rankenfries trennt optisch das Erdgeschoss und das erste Obergeschoss, ein Konsolfries bildet den Abschluss.
Im Gehweg vor der Haustür sind vier Stolpersteine eingelassen; sie erinnern an Anna, Ruth, Vera und Hirsch Guss (siehe dazu die Liste der Stolpersteine in Stralsund).
Das Haus steht im Kerngebiet des von der UNESCO als Weltkulturerbe anerkannten Stadtgebietes des Kulturgutes Historische Altstädte Stralsund und Wismar.
In die Liste der Baudenkmale in Stralsund ist es mit der Nummer 67 eingetragen.